# ライブB♪
『ライブB♪』（ライブビー、英語表記:LIVE B♪）は、2010年4月27日（26日深夜）から2018年9月18日（17日深夜） まで毎月最終火曜日未明（概ね2:00～3:00台〈最終月曜日の概ね26:00～27:00台〉）の時間帯にTBSテレビ（関東ローカル）にて放送されていた音楽番組。

## 概要
同じく毎月最終火曜日未明（最終月曜日深夜）に放送されていた前身番組である『ライブR-ゼロ』（MC:泉谷しげる、2008年1月 - 12月放送）『Mライブ』（MC:Chage、 2009年4月 -  2010年3月放送）を引き継ぎ、2000年放送開始の『CDTV-Neo』を皮切りにTBS系深夜における音楽番組のMCを長年務めてきたベッキー♪♯が続投してスタートした音楽番組。この番組ではMCであるベッキー♪♯も自身の楽曲の中から毎回1曲披露している（ただしベッキー♪♯だけ公式サイトに曲目の記載はない）。
短くミュージック・ビデオが流れアーティストの紹介→ベッキー♪♯とのトーク→楽曲披露の順で番組は進む。
出演アーティストは新人中心で7組が出演するが、ベテラン勢が初出演することもある。グループ出身者であってもソロデビュー作で出演することもある。
他の音楽番組では通例TVサイズにカットして歌唱することもあるが、この番組では基本的にフルサイズ（所謂フルコーラス）で披露される。
不定期で曲名・アーティスト名・作詞者・作曲者のテロップが手書き・色付きで表示される月がある。アーティストのメッセージ・イラストが書き加えられることもある。（通常時は白色ゴシック体）
2015年1月の放送回以降、諸事情によりベッキー♪♯が出演を自粛してからも、番組では代役を一切起用せず、MC不在のまま放送を続けてきたが、先述の通り2018年9月17日の放送回を以って番組終了となり、結局ベッキー♪♯の復帰は叶わなかった（事実上の番組降板）。2018年10月24日未明（23日深夜）より後継の音楽番組『PLAYLIST』が開始された。

## 放送時間
- 毎月最終火曜日未明（最終月曜日深夜） に1時間10分放送[注 3]
- 12月は通常より1週繰り上げとなることもある。

## 出演者
- ベッキー♪♯（2010年4月 - 2014年12月） - MC
  - ベッキーの歌手として出演する時に用いる名義。

## スタッフ
- ナレーション - DJ.ナイク
- TM - 近藤明人
- TD - 端坂嘉寛（以前はカメラ）、山根卓也
- VE - 木野内洋
- カメラ - 間島啓輔
- 音声 - 中村全希
- 照明 - 荻原小桃
- 美術プロデューサー - 中西忠司
- 美術デザイナー - 宇野宏美
- 美術制作 - 小栗綾介
- 装置 - 鈴木匡人、小野寺浩
- 電飾 - 荒谷奏子
- 装飾 - 後藤千鶴
- 楽器 - 高井啓光
- 化粧 - 清田恵子
- 編集 - 岩原大介
- MA - 細川尚史
- 音響効果 - 小山竜一
- TK - 鈴木裕恵
- 編成 - 中島啓介
- マネージメントプロデューサー - 吉橋隆雄
- 技術協力 - エヌ・エス・ティー、TAMCO、ティエルシー
- AD - 森田睦美、神保汐里
- AP - 鹿渡弘之、遠藤英里
- ディレクター - 池田千春、深谷俊介、石井日出子
- プロデューサー - 服部英司
- エグゼクティブプロデューサー - 大木真太郎（以前は、EMP）
- 制作 - TBSテレビ制作局制作1部
- 製作著作 - TBS

### 過去のスタッフ
- TM - 荒木健一
- TD - 廣田雅之、中野啓
- カメラ - 中野真悟、宮崎慶太、坂口司
- 音声 - 浜崎健、石堂遼子、稲津貴之
- 照明 - 根津朋之、半田圭、嶋原将太、宮崎友宏
- 美術プロデューサー - 中江大志
- 美術制作 - 長谷川隆之
- 装置 - 谷平真二
- 電飾 - 本田英喜、岩田夕奈、伊吹英之
- 化粧 - 西尾ゆかり、大岩乃理子、遠藤敏子
- 編集 - 田山智博、江川啓市、小川義也、大内義晴
- MA - 和田真由美、細川尚史、三井慎介
- 音効 - 大内藤夫
- 編成 - 時松隆吉
- AD - 新井仙煕
- ディレクター - 前澤位江
- プロデューサー - 帯純也
- マネージメントプロデューサー - 小谷和彦、西川永哲、志賀大士、古谷英一